# Camponotus lasiselene
Camponotus lasiselene é uma espécie de inseto do gênero Camponotus, pertencente à família Formicidae.